# Lithopolis

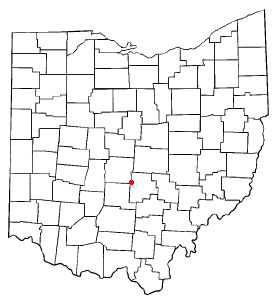
Lithopolis na planie stanu Ohio

Lithopolis – wieś w USA, w hrabstwach Fairfield i Franklin, w stanie Ohio.
Według danych z 2000 roku wieś zamieszkiwana była przez 600 mieszkańców.